# Municipio de Millington
El municipio de Millington (en inglés: Millington Township) es un municipio ubicado en el condado de Tuscola en el estado estadounidense de Míchigan. En el año 2010 tenía una población de 4354 habitantes y una densidad poblacional de 46,76 personas por km².

## Geografía
El municipio de Millington se encuentra ubicado en las coordenadas 43°15′31″N 83°31′00″O / 43.25861, -83.51667. Según la Oficina del Censo de los Estados Unidos, el municipio tiene una superficie total de 93.12 km², de la cual 91,79 km² corresponden a tierra firme y (1,42 %) 1,33 km² es agua.

## Demografía
Según el censo de 2010, había 4354 personas residiendo en el municipio de Millington. La densidad de población era de 46,76 hab./km². De los 4354 habitantes, el municipio de Millington estaba compuesto por el 97,13 % blancos, el 0,57 % eran afroamericanos, el 0,57 % eran amerindios, el 0,28 % eran asiáticos, el 0,53 % eran de otras razas y el 0,92 % eran de una mezcla de razas. Del total de la población el 2,34 % eran hispanos o latinos de cualquier raza.